# Monument naturel Cueva del Milodón
Le monument naturel Cueva del Milodón est un monument naturel situé en Patagonie chilienne à 24 km au nord-ouest de Puerto Natales et à 270 km au nord de Punta Arenas. Le monument est situé sur le flanc du Cerro Benítez (es). Il est composé de plusieurs grottes et cavités rocheuses surnommées Silla del Diablo (littéralement, la « chaise du Diable »). Le monument comprend une grotte célèbre pour la découverte qui y a été faite, en 1895, de peau, d'os et d'autres restes d'un animal disparu appelé Mylodon (Mylodon darwini) ou Milodón en espagnol.

## La grotte du Mylodon
La principale grotte du monument est une cavité rocheuse de 200 mètres de profondeur : la « grotte du Mylodon », découverte en 1895 par Hermann Eberhard, explorateur allemand de la Patagonie. Il y trouve un important, et apparemment récent, morceau de peau d'un animal inconnu. En 1896, la grotte est explorée par le suédois Otto Nordenskjöld. Par la suite, des analyses montrent que ces restes, congelés puis desséchés, mais non fossilisés, appartiennent au Mylodon, un paresseux terrestre éteint entre -10 200 et -13 560,.
À l'entrée de la « grotte du Mylodon » a été érigée une réplique grandeur nature du Mylodon préhistorique, un herbivore/omnivore de grande taille (3,5 m. de long, 2,5 m. au garrot et pesant en moyenne 1,5 à 2 tonnes), éteint à la fin du Pléistocène,,.
Les recherches ultérieures ont confirmé la présence de restes d'autres espèces sur place, telles que le « cheval nain » Hippidion, le tigre à dents de sabre Smilodon et le litopterne Macrauchenia.
Dans d'autres grottes du monument, d'autres reliques d'espèces éteintes, ainsi que des traces laissées par les humains ont également été découvertes.

## Traces humaines
Des traces d'occupation humaine de la grotte du Mylodon sont des roches fracturées par le feu, des silex utilisés pour l'allumer et des dents et ossements humains, datés à -6 000 av. J.-C..

## Littérature
La grotte et ses découvertes archéologiques sont au cœur d'une nouvelle de Francisco Coloane, intitulée "Sur le cheval de l'aurore" et publiée dans le recueil "Tierra del Fuego", édité à Santiago du Chili en 1963.